# Tabardża
Tabardża (arab.: طبرجا - Ţabarjā) – nadmorska miejscowość w Libanie, w dystrykcie Kasarwan, znany ośrodek turystyczny.